# IPadOS 16
iPadOS 16 è la quarta versione del sistema operativo mobile iPadOS, sviluppato da Apple specificatamente per i tablet iPad. È stato presentato alla Worldwide Developers Conference (WWDC) del 6 giugno 2022. Il 18 ottobre 2022, insieme a nuovi modelli di iPad Pro e iPad 10ª generazione, Apple annuncia la pubblicazione della versione definitiva di iPadOS 16 per il 24 ottobre 2022.

## Novità

### Introduzione dell'appMeteo
Viene introdotta l'app Meteo per iPad, capace di trarre vantaggio dallo schermo più ampio degli iPhone:
- Grafici a tutto schermo;
- Notifiche sulle condizioni meteo in tempo reale;
- Previsioni del tempo fino a 10 giorni.[4]

### Centro di controllo con più informazioni
Il Centro di controllo ha un nuovo menù a tendina da cui si vedono immediatamente tutte le app che hanno utilizzato la fotocamera, il microfono o la posizione.

### Full immersion migliorato
- È possibile avere una schermata di blocco diversa in base allo stato di Full immersion attivo in quel momento.[5]
- Filtri di Full immersion: permettono alle app di mostrare contenuti diversi in base allo stato di Full immersion attivo in quel momento, ad esempio, Safari può mostrare i tab aperti relativi solo al Lavoro se si è al lavoro, ecc.[6]

### Stage Manager
Stage Manager è una nuova modalità per la gestione di più finestre simultaneamente. Si possono ridimensionare le finestre si possono vedere, per la prima volta su iPad, in un'unica schermata più finestre sovrapposte. Tale modalità inoltre è compatibile con un display esterno.

### Freeform
Freeform è una nuova app che permette di creare riunioni e sessioni di brainstorming. Pensata come una lavagna interattiva e condivisa, può essere usata con l'Apple Pencil e permette anche di condividere all'istante foto, video e link. È stata pubblicata alla fine del 2022.

### Modalità dello schermo
Modalità riferimento permette a un iPad Pro 12,9" di mostrare i colori di riferimento per gli standard più diffusi e anche per i formati video SDR e HDR. Utilizzabile come secondo monitor di riferimento tramite collegamento a un Mac via Sidecar.
Modalità ridimensionamento permette di scalare la risoluzione relativa dell'iPad, in modo da poter visualizzare più cose contemporaneamente. La funzione torna utile soprattutto in modalità Split View.

#### Passkey
È una nuova tecnologia che permette di autenticarsi nei siti e nelle app senza utilizzare le password. Apple afferma che, oltre a rendere più veloce l'accesso, sono più facili da usare e più sicure. Le passkey sono generate dal dispositivo e l'autorizzazione viene concessa tramite Face ID o Touch ID. Si possono visualizzare le passkey salvate su iPad da Impostazioni > Password.

#### Controllo sicurezza
È una funzione che permette di disconnettersi immediatamente da contatti, app, servizi e dispositivi con i quali si condividono dati.

#### Player Video
Apple ha migliorato il riproduttore video, aggiungendo alcune pratiche funzioni:
- Possibilità di regolare la velocità di riproduzione di un video;
- Modifica di alcuni punti dell'interfaccia;
- La barra di avanzamento è stata migliorata.[12]

### Password delle reti Wi-Fi
È ora possibile mostrare le password precedentemente salvate nelle reti Wi-Fi note, previa autenticazione tramite Face ID o Touch ID. Oltre che visualizzarla sullo schermo, è possibile copiarla, condividerla e anche cancellarla eliminando la rete conosciuta dalla cronologia delle reti wi-fi memorizzate sul dispositivo.

### File
È ora possibile attivare le Azioni rapide nell'app File.
- Ad esempio, dalle Azioni rapide su un'immagine selezionata, è possibile convertirla in altri formati (JPEG, PNG, HEIF) e ridimensionarla come piccola, media, grande, originale (per lasciare invariata la qualità).
- Con le Azioni rapide si può accedere a un menù da cui scegliere tra diverse voci: modifica, ruota a destra, ruota a sinistra, crea PDF, converti immagine e rimuovi sfondo.
- Con le Azioni rapide si possono ottimizzare le dimensioni di un file PDF.

### Foto
- Ricerca Visiva permette di ritagliare il soggetto di una foto e di trasferirlo a un'altra app. È una funzione di edizione che ricorda Photoshop, ma si esegue semplicemente come un copia e incolla.[16]
- Possibilità di condividere le foto della libreria con cinque contatti diversi. Le foto condivise possono essere modificate o cancellate liberatemente da questi contatti.
- È presente un nuovo strumento che permette di rilevare foto duplicate negli album.[17]
- Gli album Nascosti ed Eliminati di recente sono ora protetti da Face ID, Touch ID o codice di accesso dell'iPad.

### Fotocamera
- Nell'app Fotocamera è possibile decidere se la foto che si sta per scattare è una foto che sarà automaticamente condivisa oppure se deve rimanere personale.

- Inoltre è presente la nuova funzione per tradurre testo che la fotocamera riconosce dal vivo.[18]

### Libri
L'app Libri mostra un'apprezzabile semplificazione dell'interfaccia.

### Mail
- Possibilità di pianificare l'invio di un messaggio di posta per un altro momento.[20]
- Possibilità di annullare l'invio di un messaggio di posta: in basso sullo schermo comparirà la scritta "Annulla invio" che rimarrà selezionabile per dieci secondi dopo aver inviato l'e-mail.[21]
- Possibilità di mettere in cima e impostare un promemoria per i messaggi a cui non si è ancora risposto.
- Ricerca migliorata: eventuali errori di digitazione che si commettono durante la ricerca vengono automaticamente corretti in base al contenuto presente nelle mail così da ottenere risultati.

### Messaggi
- Possibilità di cancellare o modificare un messaggio già inviato non oltre 15 minuti.[20]
- Possibilità di marcare una intera discussione già letta come non letta, così da ricordarsi di leggerla più tardi.
- È possibile usare la funzione di SharePlay direttamente nell’app Messaggi per guardare un film o ascoltare musica in compagnia, senza richiedere di effettuare una chiamata con FaceTime.

### FaceTime
- Sottotitoli live: trascrive automaticamente ciò che viene detto durante una chiamata con FaceTime.
- Le chiamate con FaceTime diventano più flessibili, potendo passare da un dispositivo a un altro tramite Handoff.
- Sempre durante una chiamata FaceTime, è possibile usufruire dell'opzione denominata "Collaborazione".[23]

### Salute
Ora è possibile disinstallare l'app nativa Salute, come qualsiasi altra app.

### Siri
Con l'ausilio di Siri è possibile conoscere notifiche e chiamate in arrivo.

### Traduci
L'app Traduci permette ora di attivare la fotocamera per tradurre tutto il testo che viene riconosciuto dal vivo.

### Mappe
- È ora possibile pianificare un percorso fra più punti di fermata intermedi.
- A navigazione già cominciata, è possibile chiedere a Siri di aggiungere un nuovo punto di fermata intermedio.

### Modalità di isolamento
La modalità di isolamento innalza la sicurezza al massimo livello possibile. Se attivata, limita alcune funzionalità del sistema operativo, delle app e della piattaforma web. In compenso protegge l'utente dagli attacchi informatici più rari e sofisticati. È possibile disabilitare la modalità di isolamento su specifici siti o app agendo dalle impostazioni dei siti web di Safari e dalle impostazioni di navigazione web della modalità di isolamento.

### Musica
- È ora possibile migliorare in modo personalizzato l'ordine delle playlist.
- È possibile etichettare un artista come "preferito".

### Wallet
L'app Wallet ora può comunicare informazioni con app di terze parti.

### Altre migliorie
- App Casa completamente rinnovata.
- Nuova dashboard di Game Center, SharePlay e Metal 3.
- Condivisione intelligente con la famiglia.

## Cronologia delle versioni
| Versione                    | Build    | Data              | Tipo     | Note |
| --------------------------- | -------- | ----------------- | -------- | ---- |
| iPadOS 16 developer beta 1  | 20A5283p | 6 giugno 2022     | Beta     |      |
| iPadOS 16 developer beta 8  | 20B5045d |                   | Beta     |      |
| iPadOS 16 developer beta 10 | 20B5056e | 27 settembre 2022 | Beta     |      |
| iPadOS 16 developer beta 11 | 20B5064c | 4 ottobre 2022    | Beta     |      |
| iPadOS 16 developer beta 12 | 20B5072b | 11 ottobre 2022   | Beta     |      |
| iPadOS 16.1                 | 20B82    | 24 ottobre 2022   | Pubblica |      |
| iPadOS 16.1.1               | 20B101   | 9 novembre 2022   | Pubblica |      |
| iPadOS 16.2                 | 20C65    | 13 dicembre 2022  | Pubblica |      |

## Versioni correnti
| Versione       | Versione              | Dispositivi                  | Dispositivi | Dispositivi | Dispositivi            |
| Numero         | Data di distribuzione | iPad                         | iPad Air    | iPad mini   | iPad Pro               |
| -------------- | --------------------- | ---------------------------- | ----------- | ----------- | ---------------------- |
| iPadOS 16.7.11 | 31 marzo 2025         | 5G · 6G · 7G · 8G · 9G - 10G | 3G · 4G     | 5G · 6G     | 1G · 2G · 3G · 4G · 5G |

## Dispositivi supportati
Per installare iPadOS 16, occorre disporre di uno dei seguenti dispositivi:
- iPad Pro (tutti i modelli)
- iPad Air (3ª generazione e successive)
- iPad (5ª generazione e successive)
- iPad mini (5ª generazione e successive)

### Requisiti minimi specifici
Alcune funzioni avanzate di iPadOS 16 richiedono caratteristiche hardware presenti solo dai chip A12 in poi e altre solo con chip Apple Silicon serie M, oppure la disponibilità dello scanner LiDAR, come Rilevamento porte:
- Stage Manager era disponibile solo sugli iPad con chip Apple Silicon serie M. Dalla versione Beta 10 di iPadOS 16, la disponibilità è stata estesa a tutti gli iPad Pro 11" e agli iPad Pro 12,9" dalla terza generazione[29][30] (iPad Pro con chip Apple A12X in poi).
- Le nuove modalità dello schermo richiedono iPad con chip Apple Silicon serie M e, in particolare, la nuova modalità di riferimento richiede un iPad con anche display Liquid Retina XDR.
- Metal 3 richiede iPad con chip A13 in poi.
- Ricavare oggetti e testo da foto e video (Testo attivo) richiede un iPad con chip A12 in poi.
- Rilevamento porte richiede un iPad Pro 12.9" (terza generazione) o un iPad Pro 11" (seconda generazione) e successivi.